# Paragongylopus plaumanni
Paragongylopus plaumanni is een wandelende tak uit de familie Bacillidae. De wetenschappelijke naam van deze soort is voor het eerst voorgesteld door Oliver Zompro in een publicatie uit 2000.
De soort komt voor in Thailand. Het holotype is ontdekt op de berg Khao Mai Pok in de provincie Nakhon Ratchasima tussen 900 en 1000 meter en de paratypen op dezelfde berg op een hoogte van 1200 meter.